# Stefano Sartori
Stefano Sartori (* 19. August 1973 in Thiene) ist ein ehemaliger italienischer Grasskiläufer. Er war bis 2009 Mitglied der italienischen Grasski-Nationalmannschaft, wurde fünfmal Weltmeister, 22-mal Italienischer Meister und gewann in der Saison 2000 den Gesamtweltcup.

## Karriere
Sartori wurde 1989 in die Grasski-Nationalmannschaft des Italienischen Wintersportverbandes (FISI) aufgenommen. Erste internationale Erfolge erzielte er bei der Juniorenweltmeisterschaft 1991 in Lanzo d’Intelvi, als er die Bronzemedaille im Super-G gewann. Im selben Jahr wurde er zum ersten Mal Italienischer Meister. Bis 2006 konnte er weitere 21 nationale Titelkämpfe für sich entscheiden.
Bei Weltmeisterschaften fuhr Sartori erstmals 1997 in Müstair mit zweiten Plätzen im Slalom und im Riesenslalom in die Medaillenränge. Zwei Jahre später konnte er bei der Weltmeisterschaft 1999 in Gaal seinen ersten von insgesamt fünf Weltmeistertiteln feiern. Vor dem Österreicher Christian Balek und dem Deutschen Christian Ring gewann er die Goldmedaille im Super-G. Zwei weitere Medaillen kamen mit Platz zwei in der Kombination und Rang drei im Slalom hinzu. Bei der Weltmeisterschaft 2001 im italienischen Forni di Sopra gelang Sartori die erfolgreiche Verteidigung seines Super-G-Titels und auch im Riesenslalom konnte er diesmal einen Sieg feiern. Im Slalom und in der Kombination wurde er jeweils Zweiter hinter dem Tschechen Jan Němec. Seinen vierten Weltmeistertitel gewann Sartori im Slalom der Weltmeisterschaft 2003 in Castione della Presolana und bei der Weltmeisterschaft 2005 im iranischen Dizin konnte er sich über Gold im Riesenslalom und Silber im Slalom freuen. Bei den nächsten beiden Weltmeisterschaften gewann Sartori jeweils eine weitere Silbermedaille: 2007 wurde er hinter Fausto Cerentin Zweiter im Super-G und 2009 hinter Jan Němec Zweiter im Riesenslalom.
Im Weltcup gehörte Sartori zu Beginn der 2000er-Jahre zu den erfolgreichsten Läufern. In der Saison 2000, in der es erstmals eine offizielle Weltcupwertung gab, konnte er diese für sich entscheiden. In den Jahren 2001, 2002 und 2005 erreichte er jeweils den zweiten Gesamtrang. Nach der Saison 2009 beendete der Italiener im Alter von 37 Jahren seine Karriere.

## Erfolge

### Weltmeisterschaften
- Müstair 1997: 2. Slalom, 2. Riesenslalom
- Gaal 1999: 1. Super-G, 2. Kombination, 3. Slalom
- Forni di Sopra 2001: 1. Riesenslalom, 1. Super-G, 2. Kombination, 2. Slalom
- Castione della Presolana 2003: 1. Slalom
- Dizin 2005: 1. Riesenslalom, 2. Slalom
- Olešnice v Orlických horách 2007: 2. Super-G
- Rettenbach 2009: 2. Riesenslalom, 8. Super-G

### Juniorenweltmeisterschaften
- Lanzo d’Intelvi 1991: 3. Super-G

### Weltcup
- 1. Gesamtrang: 2000
- 2. Gesamtrang: 2001, 2002 und 2005

### Italienische Meisterschaften
- Sartori ist 22-facher Italienischer Meister: 4× Slalom, 7× Riesenslalom, 6× Super-G und 5× Kombination